# Llista de monuments de l'Olivereta (València)
Monuments catalogats com a béns d'interés cultural (BIC) i béns immobles de rellevància local (BRL) del districte de l'Olivereta de València.

## Monuments d'interés cultural
| Monument          | Prot.? | Estil/època                 | Localització                                       | Coordenades                                          | Codi?         | Imatge |
| ----------------- | ------ | --------------------------- | -------------------------------------------------- | ---------------------------------------------------- | ------------- | --- |
| Alqueria de Julià | BIC    | Manierisme - Barroc S. XVII | València C. Democràcia, c. Velázquez i pg. Petxina | 39° 28′ 23″ N, 0° 24′ 04″ O / 39.473019°N,0.401229°O | RI-51-0007258 | Alqueria de Julià (València) · Vegeu més fotos d'aquest monument · Carregueu una nova foto d'aquest monument |

## Monuments d'interés local
| Monument                          | Prot.? | Estil/època     | Localització                      | Coordenades                                          | Codi?         | Imatge |
| --------------------------------- | ------ | --------------- | --------------------------------- | ---------------------------------------------------- | ------------- | --- |
| Col·legi Puresa de Maria          | BRL    | 1954            | València Av. del Cid 142          | 39° 28′ 13″ N, 0° 24′ 34″ O / 39.470333°N,0.409444°O | 46.15.250-356 | Col·legi Puresa de Maria (València) · Vegeu més fotos d'aquest monument · Carregueu una nova foto d'aquest monument          |
| Ermita de Sant Miquel de Soternes | BRL    | s.XV            | València C. Casa Misericòrdia, 24 | 39° 28′ 08″ N, 0° 24′ 38″ O / 39.468819°N,0.410472°O | 46.15.250-412 | Ermita de Sant Miquel de Soternes (València) · Vegeu més fotos d'aquest monument · Carregueu una nova foto d'aquest monument |
| Hospital General                  | BRL    |                 | València Av. Tres Creus 4         | 39° 28′ 06″ N, 0° 24′ 28″ O / 39.468472°N,0.407778°O | 46.15.250-298 | Hospital General (València) · Vegeu més fotos d'aquest monument · Carregueu una nova foto d'aquest monument                  |
| Monestir de Santa Clar            | BRL    | Modernisme 1911 | València Av. Pérez Galdós, 119    | 39° 28′ 22″ N, 0° 23′ 40″ O / 39.472676°N,0.394392°O | 46.15.250-203 | Monestir de Santa Clara (València) · Vegeu més fotos d'aquest monument · Carregueu una nova foto d'aquest monument           |

## Llocs històrics d'interés local
| Monument    | Prot.? | Estil/època | Localització              | Coordenades                                          | Codi?         | Imatge                                                                                                 |
| ----------- | ------ | ----------- | ------------------------- | ---------------------------------------------------- | ------------- | --- |
| Presó Model | BRL    |             | València C. Nou d'Octubre | 39° 28′ 18″ N, 0° 24′ 15″ O / 39.471667°N,0.404167°O | 46.15.250-108 | Presó Model (València) · Vegeu més fotos d'aquest monument · Carregueu una nova foto d'aquest monument |

## Espais etnològics d'interés local
| Monument                                       | Prot.? | Estil/època  | Localització                                                                    | Coordenades                                          | Codi?          | Imatge |
| ---------------------------------------------- | ------ | ------------ | ------------------------------------------------------------------------------- | ---------------------------------------------------- | -------------- | --- |
| Alqueria de Ponsa o de Bondia                  | BRL    | s.XVII-XIX   | València C. Art Major de la Seda, 29 i 31                                       | 39° 28′ 12″ N, 0° 23′ 53″ O / 39.47°N,0.397917°O     | 46.15.250-E454 | Alqueria de Ponsa (València) · Vegeu més fotos d'aquest monument · Carregueu una nova foto d'aquest monument                              |
| Assut, gola i almenara de la Séquia de Rovella | BRL    | s.XVII-XVIII | València En el llit vell del Túria, entre els ponts Nou d'Octubre i de Campanar | 39° 28′ 27″ N, 0° 24′ 10″ O / 39.474167°N,0.402639°O | 46.15.250-E7   | Assut, gola i almenara de la Séquia de Rovella (València) · Vegeu més fotos d'aquest monument · Carregueu una nova foto d'aquest monument |